# Guatemalai labdarúgó-válogatott
A guatemalai labdarúgó-válogatott Guatemala nemzeti csapata, amelyet a guatemalai labdarúgó-szövetség (spanyolul: Federación Nacional de Fútbol) irányít. A CONCACAF-tag közép-amerikai ország 1967-ben megnyerte a CONCACAF-bajnokságot, 2001-ben az UNCAF-nemzetek kupáját, illetve 1996-ban negyedik helyen végzett a CONCACAF-aranykupán, azonban a labdarúgó-világbajnokságra még nem sikerült kijutniuk.

## Története
A guatemalai labdarúgó-válogatott első hivatalos mérkőzését 1921. szeptember 14-én játszotta Honduras ellen, amely 9–0-ás győzelemmel zárult. A Hondurasi labdarúgó-szövetséget 1919-ben alapították. 1946-tól a FIFA, 1961-től a CONCACAF tagjai lettek. 1943-ban ,1946-ban és 1948-ban ezüstérmes szereztek a CCCF-bajnokságon. A világbajnokság selejtezőiben először 1958-ban indultak, de Costa Rica és a Holland Antillák mögött pont nélkül az utolsó helyen végeztek a csoportban. 1965-ben rendezőként szerepeltek a CONCACAF-bajnokságon, ahol a második helyet szerezték meg. 1967-ben Mexikót és Hondurast megelőzve megnyerték a tornát. Az 1969-es CONCACAF-bajnokságon ezüstérmesek lettek. Ezt követően hosszú ideig nem értek fel a dobogóra egyetlen nemzetközi tornán sem.

## Nemzetközi eredmények
CCCF-bajnokság
- Ezüstérmes: 3 alkalommal (1943, 1946, 1948)
- Bronzérmes: 1 alkalommal (1953)

CONCACAF-bajnokság
- Aranyérmes: 1 alkalommal (1967)
- Ezüstérmes: 2 alkalommal (1965, 1969)

UNCAF-nemzetek kupája
- Aranyérmes: 1 alkalommal (2001)
- Ezüstérmes: 4 alkalommal (1995, 1997, 1999, 2003)
- Bronzérmes: 3 alkalommal (1991, 2005, 2007)

### Világbajnoki szereplés
| Év       | Eredmény             | Helyezés             | M                    | GY                   | D                    | V                    | RG                   | KG                   |
| -------- | -------------------- | -------------------- | -------------------- | -------------------- | -------------------- | -------------------- | -------------------- | -------------------- |
| 1930     | Nem tagja a FIFA-nak | Nem tagja a FIFA-nak | Nem tagja a FIFA-nak | Nem tagja a FIFA-nak | Nem tagja a FIFA-nak | Nem tagja a FIFA-nak | Nem tagja a FIFA-nak | Nem tagja a FIFA-nak |
| 1934     | Nem tagja a FIFA-nak | Nem tagja a FIFA-nak | Nem tagja a FIFA-nak | Nem tagja a FIFA-nak | Nem tagja a FIFA-nak | Nem tagja a FIFA-nak | Nem tagja a FIFA-nak | Nem tagja a FIFA-nak |
| 1938     | Nem tagja a FIFA-nak | Nem tagja a FIFA-nak | Nem tagja a FIFA-nak | Nem tagja a FIFA-nak | Nem tagja a FIFA-nak | Nem tagja a FIFA-nak | Nem tagja a FIFA-nak | Nem tagja a FIFA-nak |
| 1950     | Nem indult           | Nem indult           | Nem indult           | Nem indult           | Nem indult           | Nem indult           | Nem indult           | Nem indult           |
| 1954     | Nem indult           | Nem indult           | Nem indult           | Nem indult           | Nem indult           | Nem indult           | Nem indult           | Nem indult           |
| 1958     | Nem jutott be        | Nem jutott be        | Nem jutott be        | Nem jutott be        | Nem jutott be        | Nem jutott be        | Nem jutott be        | Nem jutott be        |
| 1962     | Nem jutott be        | Nem jutott be        | Nem jutott be        | Nem jutott be        | Nem jutott be        | Nem jutott be        | Nem jutott be        | Nem jutott be        |
| 1966     | Nem indult           | Nem indult           | Nem indult           | Nem indult           | Nem indult           | Nem indult           | Nem indult           | Nem indult           |
| 1970     | Nem jutott be        | Nem jutott be        | Nem jutott be        | Nem jutott be        | Nem jutott be        | Nem jutott be        | Nem jutott be        | Nem jutott be        |
| 1974     | Nem jutott be        | Nem jutott be        | Nem jutott be        | Nem jutott be        | Nem jutott be        | Nem jutott be        | Nem jutott be        | Nem jutott be        |
| 1978     | Nem jutott be        | Nem jutott be        | Nem jutott be        | Nem jutott be        | Nem jutott be        | Nem jutott be        | Nem jutott be        | Nem jutott be        |
| 1982     | Nem jutott be        | Nem jutott be        | Nem jutott be        | Nem jutott be        | Nem jutott be        | Nem jutott be        | Nem jutott be        | Nem jutott be        |
| 1986     | Nem jutott be        | Nem jutott be        | Nem jutott be        | Nem jutott be        | Nem jutott be        | Nem jutott be        | Nem jutott be        | Nem jutott be        |
| 1990     | Nem jutott be        | Nem jutott be        | Nem jutott be        | Nem jutott be        | Nem jutott be        | Nem jutott be        | Nem jutott be        | Nem jutott be        |
| 1994     | Nem jutott be        | Nem jutott be        | Nem jutott be        | Nem jutott be        | Nem jutott be        | Nem jutott be        | Nem jutott be        | Nem jutott be        |
| 1998     | Nem jutott be        | Nem jutott be        | Nem jutott be        | Nem jutott be        | Nem jutott be        | Nem jutott be        | Nem jutott be        | Nem jutott be        |
| 2002     | Nem jutott be        | Nem jutott be        | Nem jutott be        | Nem jutott be        | Nem jutott be        | Nem jutott be        | Nem jutott be        | Nem jutott be        |
| 2006     | Nem jutott be        | Nem jutott be        | Nem jutott be        | Nem jutott be        | Nem jutott be        | Nem jutott be        | Nem jutott be        | Nem jutott be        |
| 2010     | Nem jutott be        | Nem jutott be        | Nem jutott be        | Nem jutott be        | Nem jutott be        | Nem jutott be        | Nem jutott be        | Nem jutott be        |
| 2014     | Nem jutott be        | Nem jutott be        | Nem jutott be        | Nem jutott be        | Nem jutott be        | Nem jutott be        | Nem jutott be        | Nem jutott be        |
| 2018     | Nem jutott be        | Nem jutott be        | Nem jutott be        | Nem jutott be        | Nem jutott be        | Nem jutott be        | Nem jutott be        | Nem jutott be        |
| 2022     |                      |                      |                      |                      |                      |                      |                      |                      |
| Összesen | –                    | 0/22                 | 0                    | 0                    | 0                    | 0                    | 0                    | 0                    |

### CONCACAF-aranykupa-szereplés
| CONCACAF-bajnokság/CONCACAF-aranykupa | CONCACAF-bajnokság/CONCACAF-aranykupa | CONCACAF-bajnokság/CONCACAF-aranykupa | CONCACAF-bajnokság/CONCACAF-aranykupa | CONCACAF-bajnokság/CONCACAF-aranykupa | CONCACAF-bajnokság/CONCACAF-aranykupa | CONCACAF-bajnokság/CONCACAF-aranykupa | CONCACAF-bajnokság/CONCACAF-aranykupa | CONCACAF-bajnokság/CONCACAF-aranykupa |                                      | Selejtezők                           | Selejtezők                           | Selejtezők                           | Selejtezők                           | Selejtezők                           | Selejtezők                           |
| Év                                    | Eredmény                              | Helyezés                              | M                                     | Gy                                    | D*                                    | V                                     | RG                                    | KG                                    | M                                    | Gy                                   | D                                    | V                                    | RG                                   | KG                                   |                                      |
| ------------------------------------- | ------------------------------------- | ------------------------------------- | ------------------------------------- | ------------------------------------- | ------------------------------------- | ------------------------------------- | ------------------------------------- | ------------------------------------- | ------------------------------------ | ------------------------------------ | ------------------------------------ | ------------------------------------ | ------------------------------------ | ------------------------------------ | ------------------------------------ |
| 1963                                  | Negyedik hely                         | 4.                                    | 4                                     | 1                                     | 2                                     | 1                                     | 7                                     | 6                                     | Automatikusan kijutott               | Automatikusan kijutott               | Automatikusan kijutott               | Automatikusan kijutott               | Automatikusan kijutott               | Automatikusan kijutott               |                                      |
| 1965                                  | Ezüstérmes                            | 2.                                    | 5                                     | 3                                     | 1                                     | 1                                     | 11                                    | 5                                     | Rendező                              | Rendező                              | Rendező                              | Rendező                              | Rendező                              | Rendező                              |                                      |
| 1967                                  | Aranyérmes                            | 1.                                    | 5                                     | 4                                     | 1                                     | 0                                     | 7                                     | 1                                     | 2                                    | 2                                    | 0                                    | 0                                    | 6                                    | 2                                    |                                      |
| 1969                                  | Ezüstérmes                            | 2.                                    | 5                                     | 3                                     | 2                                     | 0                                     | 10                                    | 2                                     | Címvédőként kijutott                 | Címvédőként kijutott                 | Címvédőként kijutott                 | Címvédőként kijutott                 | Címvédőként kijutott                 | Címvédőként kijutott                 |                                      |
| 1971                                  | Nem jutott be                         | Nem jutott be                         | Nem jutott be                         | Nem jutott be                         | Nem jutott be                         | Nem jutott be                         | Nem jutott be                         | Nem jutott be                         | Nem jutott be                        | 2                                    | 0                                    | 1                                    | 1                                    | 1                                    | 2                                    |
| 1973                                  | Ötödik hely                           | 5.                                    | 5                                     | 0                                     | 3                                     | 2                                     | 4                                     | 6                                     | 2                                    | 2                                    | 0                                    | 0                                    | 2                                    | 0                                    |                                      |
| 1977                                  | Ötödik hely                           | 5.                                    | 5                                     | 1                                     | 1                                     | 3                                     | 8                                     | 10                                    | 6                                    | 3                                    | 2                                    | 1                                    | 15                                   | 6                                    |                                      |
| 1981                                  | Nem jutott be                         | Nem jutott be                         | Nem jutott be                         | Nem jutott be                         | Nem jutott be                         | Nem jutott be                         | Nem jutott be                         | Nem jutott be                         | Nem jutott be                        | 8                                    | 3                                    | 3                                    | 2                                    | 10                                   | 2                                    |
| 1985                                  | 1. forduló                            | 5.                                    | 4                                     | 2                                     | 1                                     | 1                                     | 7                                     | 3                                     | Automatikusan kijutott               | Automatikusan kijutott               | Automatikusan kijutott               | Automatikusan kijutott               | Automatikusan kijutott               | Automatikusan kijutott               |                                      |
| 1989                                  | Negyedik hely                         | 4.                                    | 6                                     | 1                                     | 1                                     | 4                                     | 4                                     | 7                                     | 4                                    | 2                                    | 1                                    | 1                                    | 5                                    | 4                                    |                                      |
| 1991                                  | Csoportkör                            | 7.                                    | 3                                     | 1                                     | 0                                     | 2                                     | 1                                     | 5                                     | 3                                    | 0                                    | 2                                    | 1                                    | 0                                    | 1                                    |                                      |
| 1993                                  | Nem indult                            | Nem indult                            | Nem indult                            | Nem indult                            | Nem indult                            | Nem indult                            | Nem indult                            | Nem indult                            | Nem indult                           | Nem indult                           | Nem indult                           | Nem indult                           | Nem indult                           | Nem indult                           | Nem indult                           |
| 1996                                  | Negyedik hely                         | 4.                                    | 4                                     | 1                                     | 0                                     | 3                                     | 3                                     | 5                                     | 4                                    | 2                                    | 0                                    | 2                                    | 2                                    | 5                                    |                                      |
| 1998                                  | Csoportkör                            | 7.                                    | 3                                     | 0                                     | 2                                     | 1                                     | 3                                     | 4                                     | 5                                    | 3                                    | 2                                    | 0                                    | 10                                   | 3                                    |                                      |
| 2000                                  | Csoportkör                            | 10.                                   | 2                                     | 0                                     | 1                                     | 1                                     | 3                                     | 5                                     | 5                                    | 3                                    | 1                                    | 1                                    | 5                                    | 2                                    |                                      |
| 2002                                  | Csoportkör                            | 12.                                   | 2                                     | 0                                     | 0                                     | 2                                     | 1                                     | 4                                     | 5                                    | 2                                    | 3                                    | 0                                    | 9                                    | 5                                    |                                      |
| 2003                                  | Csoportkör                            | 11.                                   | 2                                     | 0                                     | 1                                     | 1                                     | 1                                     | 3                                     | 5                                    | 3                                    | 1                                    | 1                                    | 10                                   | 4                                    |                                      |
| 2005                                  | Csoportkör                            | 11.                                   | 3                                     | 0                                     | 1                                     | 2                                     | 4                                     | 9                                     | 5                                    | 3                                    | 1                                    | 1                                    | 10                                   | 5                                    |                                      |
| 2007                                  | Negyeddöntő                           | 8.                                    | 4                                     | 1                                     | 1                                     | 2                                     | 2                                     | 5                                     | 5                                    | 3                                    | 1                                    | 1                                    | 3                                    | 2                                    |                                      |
| 2009                                  | Nem jutott be                         | Nem jutott be                         | Nem jutott be                         | Nem jutott be                         | Nem jutott be                         | Nem jutott be                         | Nem jutott be                         | Nem jutott be                         | Nem jutott be                        | 3                                    | 0                                    | 0                                    | 3                                    | 1                                    | 6                                    |
| 2011                                  | Negyeddöntő                           | 8.                                    | 4                                     | 1                                     | 1                                     | 2                                     | 5                                     | 4                                     | 3                                    | 1                                    | 0                                    | 2                                    | 3                                    | 6                                    |                                      |
| 2013                                  | Nem jutott be                         | Nem jutott be                         | Nem jutott be                         | Nem jutott be                         | Nem jutott be                         | Nem jutott be                         | Nem jutott be                         | Nem jutott be                         | Nem jutott be                        | 4                                    | 0                                    | 3                                    | 1                                    | 3                                    | 5                                    |
| 2015                                  | Csoportkör                            | 12.                                   | 3                                     | 0                                     | 1                                     | 2                                     | 1                                     | 4                                     | 4                                    | 3                                    | 0                                    | 1                                    | 7                                    | 4                                    |                                      |
| 2017                                  | A FIFA felfüggesztése miatt kizárták  | A FIFA felfüggesztése miatt kizárták  | A FIFA felfüggesztése miatt kizárták  | A FIFA felfüggesztése miatt kizárták  | A FIFA felfüggesztése miatt kizárták  | A FIFA felfüggesztése miatt kizárták  | A FIFA felfüggesztése miatt kizárták  | A FIFA felfüggesztése miatt kizárták  | A FIFA felfüggesztése miatt kizárták | A FIFA felfüggesztése miatt kizárták | A FIFA felfüggesztése miatt kizárták | A FIFA felfüggesztése miatt kizárták | A FIFA felfüggesztése miatt kizárták | A FIFA felfüggesztése miatt kizárták | A FIFA felfüggesztése miatt kizárták |
| 2019                                  | A FIFA felfüggesztése miatt kizárták  | A FIFA felfüggesztése miatt kizárták  | A FIFA felfüggesztése miatt kizárták  | A FIFA felfüggesztése miatt kizárták  | A FIFA felfüggesztése miatt kizárták  | A FIFA felfüggesztése miatt kizárták  | A FIFA felfüggesztése miatt kizárták  | A FIFA felfüggesztése miatt kizárták  | A FIFA felfüggesztése miatt kizárták | A FIFA felfüggesztése miatt kizárták | A FIFA felfüggesztése miatt kizárták | A FIFA felfüggesztése miatt kizárták | A FIFA felfüggesztése miatt kizárták | A FIFA felfüggesztése miatt kizárták | A FIFA felfüggesztése miatt kizárták |
| 2021                                  | Csoportkör                            | 13.                                   | 3                                     | 0                                     | 1                                     | 2                                     | 1                                     | 6                                     | 6                                    | 5                                    | 1                                    | 0                                    | 30                                   | 1                                    |                                      |
| Összesen                              | 1 aranyérem                           | 19/26                                 | 72                                    | 19                                    | 21                                    | 32                                    | 83                                    | 94                                    | 81                                   | 40                                   | 22                                   | 19                                   | 132                                  | 65                                   |                                      |

## Játékosok

### Híresebb játékosok
| - Carlos Toledo - Jorge Roldán - Luis Villavicencio - Selvin Pennant - Julio Gómez - Benjamín Monterroso - Oscar Enrique Sánchez - Ricardo Piccinini - Allan Wellman | - Ricardo Jerez - Byron Pérez - Victor Hugo Monzón - Juan Manuel Funes - Martín Machón - Edgar Estrada - Juan Carlos Plata - Julio Girón |

## Szövetségi kapitányok
A következő táblázat tartalmazza a guatemalai labdarúgó-válogatott összes szövetségi kapitányát 1955 óta (ismert adatokkal).
| Név                                   | Időszak   | M  | Gy | D  | V  | Gy %  | Díjak                                                                                   |
| ------------------------------------- | --------- | -- | -- | -- | -- | ----- | --------------------------------------------------------------------------------------- |
| Alfredo Cuevas                        | 1955–1957 |    |    |    |    |       |                                                                                         |
| José Alberto Cevasco                  | 1960–1961 |    |    |    |    |       |                                                                                         |
| \| Afro Geronazzo                     | 1961      |    |    |    |    |       |                                                                                         |
| César Viccino                         | 1965      |    |    |    |    |       |                                                                                         |
| Rubén Amorín                          | 1967      |    |    |    |    |       | Aranyérem az 1967-es CONCACAF-bajnokságon.                                              |
| César Viccino                         | 1968–1969 |    |    |    |    |       |                                                                                         |
| Lorenzo Ausina Tur                    | 1969      |    |    |    |    |       |                                                                                         |
| Carmelo Faraone                       | 1971      |    |    |    |    |       |                                                                                         |
| \| Afro Geronazzo                     | 1971–1972 |    |    |    |    |       |                                                                                         |
| Rubén Amorín                          | 1972      |    |    |    |    |       |                                                                                         |
| Néstor Valdez Moraga                  | 1972      |    |    |    |    |       |                                                                                         |
| Rubén Amorín                          | 1976      |    |    |    |    |       |                                                                                         |
| Carlos Cavagnaro                      | 1976      |    |    |    |    |       |                                                                                         |
| Carlos Wellman                        | 1976      |    |    |    |    |       |                                                                                         |
| José Ernesto Romero                   | 1979      |    |    |    |    |       |                                                                                         |
| Rubén Amorín                          | 1980      |    |    |    |    |       |                                                                                         |
| Carlos Cavagnaro                      | 1983      |    |    |    |    |       |                                                                                         |
| Dragoslav Šekularac                   | 1984–1985 |    |    |    |    |       |                                                                                         |
| Julio César Cortés                    | 1987      |    |    |    |    |       |                                                                                         |
| Jorge Roldán                          | 1988      |    |    |    |    |       |                                                                                         |
| Rubén Amorín                          | 1989–1990 |    |    |    |    |       |                                                                                         |
| Haroldo Cordón                        | 1991      |    |    |    |    |       |                                                                                         |
| Miguel Angel Brindisi                 | 1992      |    |    |    |    |       |                                                                                         |
| Jorge Roldán                          | 1995      |    |    |    |    |       | Ezüstérem az 1995-ös UNCAF-nemzetek kupáján.                                            |
| Juan Ramón Verón                      | 1996      | 11 | 6  | 1  | 4  | 54,6% |                                                                                         |
| Horacio Cordero                       | 1996      | 9  | 5  | 0  | 4  | 55,6% |                                                                                         |
| Miguel Angel Brindisi                 | 1997–1998 | 23 | 9  | 11 | 3  | 39,1% | Ezüstérem az 1997-es UNCAF-nemzetek kupáján.                                            |
| Carlos Bilardo / Eduardo Luján Manera | 1998      | 8  | 2  | 3  | 3  | 25,0% |                                                                                         |
| Benjamín Monterroso                   | 1999      | 11 | 4  | 2  | 5  | 36,4% | Ezüstérem az 1999-es UNCAF-nemzetek kupáján.                                            |
| Carlos Miloc                          | 2000      | 5  | 0  | 3  | 2  | 0,0%  |                                                                                         |
| Julio César Cortés                    | 2000–2003 |    |    |    |    |       | Aranyérem a 2001-es UNCAF-nemzetek kupáján. Ezüstérem a 2003-as UNCAF-nemzetek kupáján. |
| Víctor Manuel Aguado                  | 2003      |    |    |    |    |       |                                                                                         |
| Ramón Maradiaga                       | 2004–2005 | 42 | 17 | 9  | 16 | 40,5% |                                                                                         |
| Hernán Darío Gómez                    | 2006–2008 | 21 | 5  | 4  | 12 | 23,8% |                                                                                         |
| Ramón Maradiaga                       | 2008-     |    |    |    |    |       |                                                                                         |

## Külső hivatkozások
- Guatemalai Labdarúgó-szövetség hivatalos oldala (spanyolul)
- Guatemala a FIFA.com-on Archiválva 2018. december 4-i dátummal a Wayback Machine-ben (angolul)
- Guatemala a CONCACAF.com-on (angolul)
- Guatemala mérkőzéseinek eredményei az rsssf.com-on (angolul)
- Guatemala mérkőzéseinek eredményei az EloRatings.net-en (angolul)
- Guatemala a national-football-teams.com-on (angolul)
- Guatemala mérkőzéseinek eredményei a Roon BA-n (angolul)
- Guatemala a transfermarkt.de-n (németül)
- Guatemala a weltussball.de-n (németül)
- Guatemala a fedefutbol.net-en (spanyolul)